# Julieta, o el libro de los sueños
Julieta, o el libro de los sueños (título original en checo, Julietta aneb Snář) es una ópera en tres actos con música y libreto en checo de Bohuslav Martinů, basado en la obra Juliette, ou La clé des songes (Julieta, o La clave de los sueños) del autor francés Georges Neveux. La ópera tuvo su primera representación en el Teatro Nacional de Praga el 16 de marzo de 1938, con Ota Horáková en el rol titular y Václav Talich dirigiendo. El estreno en el Reino Unido se produjo en abril de 1978 en Londres por la New Opera Company, en una traducción al inglés. Una nueva producción por la Bielefeld Opera en Alemania dirigida por Geoffrey Moull recibió ocho representaciones en 1992. James Helmes Sutcliffe remarcó en Opera News la "bella partitura de Martinů" y su "música atmosférica, lírica".
Martinů empezó a preparar una obra de concierto a partir de la ópera, "Tres fragmentos de Julietta", con cambios de las líneas vocales originales, después del estreno de la ópera, a su regreso de París. Sin embargo, el estallido de la Segunda Guerra Mundial interrumpió su obra, y sus propios trabajos en esta composición siguieron hasta su muerte en 1959. La partitura se perdió después de la muerte de Martinů, hasta 2002, cuando Aleš Březina descubrió la transcripción a piano de la partitura entre una colección privada de papeles. Después Březina regresó a Praga para adaptar la transcripción pianística a toda una partitura orquestal, la firma editora checa DILIA indicó que una partitura plenamente orquestal ya existía en sus archivos. Sir Charles Mackerras dirigió el estreno mundial de los "Tres fragmentos de Julietta" con la Orquesta Filarmónica Checa en diciembre de 2008.
Hindle y Godsil han publicado un estudio psicoanalítico de la ópera y analizado la obra en el contexto de la vida de Martinů.
Esta ópera rara vez se representa en la actualidad; en las estadísticas de Operabase aparece con sólo 3 representaciones en el período 2005-2010.

## Personajes
| Personaje                                                          | Tesitura      | Elenco del estreno, 16 de marzo de 1938 (Director: Václav Talich) |
| ------------------------------------------------------------------ | ------------- | ----------------------------------------------------------------- |
| Julietta                                                           | soprano       | Ota Horáková                                                      |
| Michel                                                             | tenor         | Jaroslav Gleich                                                   |
| El pequeño árabe                                                   | mezzosoprano  | Štěpánka Štěpánová                                                |
| El árabe viejo / Hombre con una capa de pieles / Abuelo / Convicto | bajo          | Luděk Mandaus                                                     |
| Vendedora de volatería                                             | mezzosoprano  | Ema Miřiovská                                                     |
| Pescadera                                                          | soprano       | Marie Pixová                                                      |
| Hombre con yelmo                                                   | barítono      | Zdeněk Otava                                                      |
| Oficial de policía / Guarda forestal                               | tenor         | Karel Hruška                                                      |
| Anciano                                                            | bajo          |                                                                   |
| Abuela                                                             | contralto     | Marie Veselá                                                      |
| Adivina                                                            | contralto     | Marie Podvalová                                                   |
| Vendedor de memorias                                               | bajo-barítono | Jan Konstantin                                                    |
| Tres caballeros                                                    | sopranos      | Marie Budíková, Anna Kejřová y Anna Petridesová                   |
| Marino viejo                                                       | bajo          | Josef Munclinger                                                  |
| Marino joven                                                       | tenor         | Josef Vojta                                                       |
| Mujer vieja                                                        | mezzosoprano  | Božena Kozlíková                                                  |
| Mensajera                                                          | soprano       | Táňa Tomanová                                                     |
| Oficial                                                            | tenor         | Miloslav Jeník                                                    |
| Mendigo                                                            | barítono-bajo | Stanislav Muž                                                     |
| Ingeniero del ferrocarril                                          | tenor         | Josef Vojta                                                       |
| Sereno                                                             | bajo          | Hanuš Thein                                                       |
| Gente de la villa / Figuras grises                                 | coro          |                                                                   |

## Argumento
Michel es un viajante que llega a una ciudad marina donde ninguno de los residentes recuerda su pasado. Michel intenta encontrar a una mujer cuya voz oyó una vez. Tras su llegada a la ciudad, es elegido para liderar la ciudad. Al final encuentra a la mujer, llamada Julietta. Sin embargo, no queda claro si ella es real o un producto de su imaginación. Al final, provocan a Michel para que dispare a Julietta, pero debido a la ambigüedad de la situación, no es seguro que esté muerta. Más tarde, en la "Oficina Central de los Sueños", advierten a Michel que si no es capaz de despertarse del sueño, será aprisionado en este mundo de sueños para siempre. Al final de la ópera, donde los residentes de nuevo siguen a sus asuntos ignorando los acontecimientos recientes, Michel permanece en el mundo de sueños.

## Grabación
- Supraphon SU 3626-2 612: Antonín Zlesák, Zdeněk Otava, Ivo Žídek, Maria Tauberová; Orquesta y Coro del Teatro Nacional de Praga; Jaroslav Krombholc, director